# Boukha

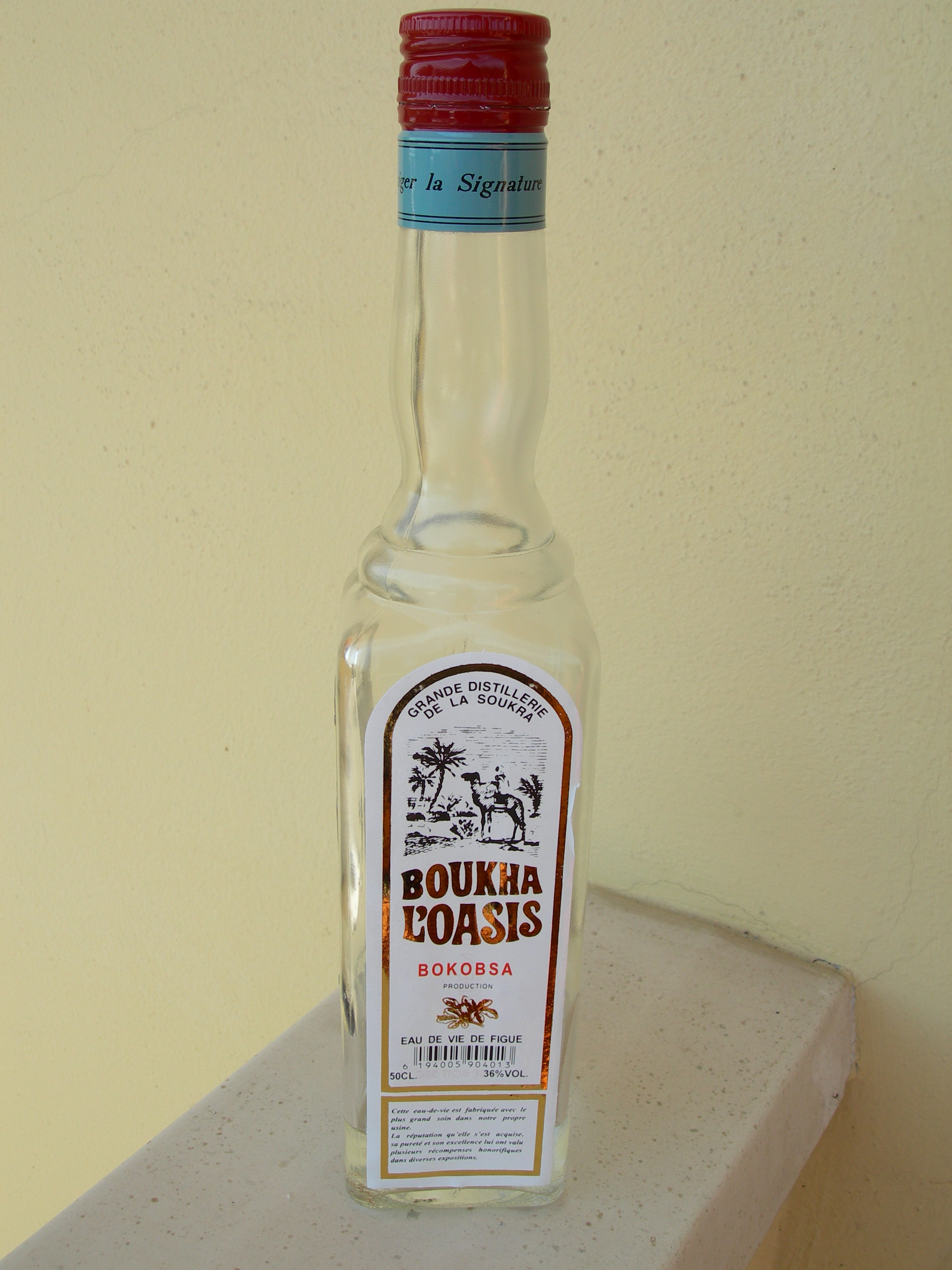
Boukha

Boukha – destylat z fig charakterystyczny dla kuchni tunezyjskiej, skąd pochodzi i jest obecnie w większości produkowany. 
Moc tego alkoholu waha się w granicach 36-40%. Należy podawać go w temperaturze pokojowej lub schłodzony jako aperitif lub digestif. Może być podstawą licznych koktajli.